# Literowanie w fonicznych łącznościach radiowych
Literowanie w fonicznych łącznościach radiowych służy poprawieniu zrozumiałości przekazywanych znaków oraz innych istotnych informacji.
Podczas łączności radiowych często konieczne jest przeliterowanie znaków wywoławczych, nazw miejscowości, nazwisk lub innych wyrazów (najczęściej obcego pochodzenia). Ma to miejsce szczególnie przy złej słyszalności korespondentów.
Literowanie polega na zastąpieniu poszczególnych liter potocznymi, umownymi słowami rozpoczynającymi się na tę właśnie literę. Język polski nie ma ustandaryzowanej listy słów zastępujących litery, jednak część środowiska radioamatorskiego postuluje używanie w łącznościach krajowych przyjętego przez Komendanta Głównego Straży Granicznej literowania za pomocą imion. W łącznościach międzynarodowych (w tym anglojęzycznych) stosuje się system zaproponowany w 1959 przez Administrative Radio Conference code words i przyjęty przez Organizację Międzynarodowego Lotnictwa Cywilnego (ICAO). Znajomość tego systemu jest wymagana w ramach egzaminu dla osób ubiegających się o świadectwo operatora urządzeń radiowych w służbie komunikacyjnej amatorskiej.
I tak, na przykład znak wywoławczy radiostacji krótkofalarskiej SP8ABC literować należy:
- w łączności międzynarodowej: „Sierra papa (number) eight alfa bravo charlie”,
- a w krajowej: „Stefan Paweł osiem Adam Barbara Celina”[4].

| Litera | Łączności krajowe | Łączności międzynarodowe (wymowa) |
| ------ | ----------------- | --------------------------------- |
| A      | ADAM              | ALFA (alfa)                       |
| B      | BARBARA           | BRAVO (brawo)                     |
| C      | CELINA            | CHARLIE (czarli)                  |
| Ć      | ĆMA               |                                   |
| D      | DOROTA            | DELTA (delta)                     |
| E      | EDWARD            | ECHO (eko)                        |
| F      | FILIP             | FOXTROT (fokstrot)                |
| G      | GUSTAW            | GOLF (golf)                       |
| H      | HENRYK            | HOTEL (hotel)                     |
| I      | IGNACY            | INDIA (india)                     |
| J      | JÓZEF             | JULIETT (dżuliet)                 |
| K      | KAROL             | KILO (kilo)                       |
| L      | LUDWIK            | LIMA (lima)                       |
| Ł      | ŁUKASZ            |                                   |
| M      | MARIAN            | MIKE (majk)                       |
| N      | NIKODEM           | NOVEMBER (nowember)               |
| Ń      | KOŃ               |                                   |
| O      | OLGA              | OSCAR (oskar)                     |
| P      | PAWEŁ             | PAPA (papa)                       |
| Q      | QUANTUM           | QUEBEC (kebek)                    |
| R      | ROMAN             | ROMEO (romijo)                    |
| S      | STEFAN            | SIERRA (siera)                    |
| Ś      | ŚWIATOWID         |                                   |
| T      | TADEUSZ           | TANGO (tango)                     |
| U      | URSZULA           | UNIFORM (juniform)                |
| V      | VIOLETTA          | VICTOR (wiktor)                   |
| W      | WALENTY           | WHISKEY (łiski)                   |
| X      | XAWERY            | X-RAY (eksrej)                    |
| Y      | YPSYLON           | YANKEE (janki)                    |
| Z      | ZYGMUNT           | ZULU (zulu)                       |
| Ż      | ŻABA              |                                   |
| Ź      | ŹREBAK            |                                   |